# وندی هووناگل
وندی هووناگل (انگلیسی: Wendy Houvenaghel؛ زادهٔ ۲۷ نوامبر ۱۹۷۴) دوچرخه‌سوار اهل ایرلند شمالی است.
وی در مسابقات کشوری و بین‌المللی در مجموع برندهٔ ۴ مدال طلا، ۶ مدال نقره شده‌است.